# Mehmed Esad Saffet Pascià
Pascià Mehmed Esad Saffet noto anche come Saffet Pascià (Costantinopoli, 1814 – Costantinopoli, 1883) è stato un politico, diplomatico e riformatore ottomano.
È stato un rappresentante dell'Impero Ottomano, insieme a Sadullah Pascià al Congresso di Berlino. Era il nonno di Sedat Simavi, il fondatore del quotidiano Hürriyet.

## Biografia
Era nato a Costantinopoli, figlio di Mehmed Hulusi Ağa originario di Sürmene. Ha iniziato la sua educazione nelle scuole del quartiere e ha continuato nella madrasa di Bayezid. Cominciò il servizio nella funzione pubblica nel 1831 all'età di 17 anni, entrando alla corte del Dîvân-i humâyûn. Qui, secondo la tradizione, gli è stato dato il soprannome di Safvet.
Fu un riformatore dell'istruzione durante il periodo Tanzimat dell'Impero Ottomano, poiché fu uno dei co-fondatori del prestigioso Liceo Galatasaray, una scuola unica al mondo che offriva istruzione in 7 lingue. Saffet Pascià rappresentò anche il governo ottomano alla Conferenza di Costantinopoli del 1876. È stato sei volte ministro degli affari esteri e tre volte ministro dell'istruzione.